# Matthias Seidl
Matthias Seidl (Salisburgo, 24 gennaio 2001) è un calciatore austriaco, centrocampista del Rapid Vienna e della nazionale austriaca.

## Biografia
È fratello maggiore di Simon, a sua volta calciatore professionista.

## Carriera

### Club
Ha passato i primi anni di carriera in Regionalliga con il SV Kuchl e in 2. Liga con il Blau-Weiß Linz.
Nel 2023 è stato acquistato dal Rapid Vienna.

### Nazionale
Ha giocato nelle nazionali giovanili austriache Under-18 ed Under-20.
Il 12 settembre 2023 ha giocato la sua prima partita con la Austria, contro la Svezia.
Il 10 ottobre 2024 realizza il suo primo gol per la massima selezione austriaca nel successo per 4-0 contro il Kazakistan.

## Statistiche

### Presenze e reti nei club
Statistiche aggiornate al 12 ottobre 2023.
| Stagione        | Squadra         | Campionato      | Campionato | Campionato | Coppe nazionali | Coppe nazionali | Coppe nazionali | Coppe continentali | Coppe continentali | Coppe continentali | Altre coppe | Altre coppe | Altre coppe | Totale | Totale | Totale |
| Stagione        | Squadra         | Comp            | Pres       | Reti       | Comp            | Pres            | Reti            | Comp               | Pres               | Reti               | Comp        | Pres        | Reti        | Pres   | Reti   |        |
| --------------- | --------------- | --------------- | ---------- | ---------- | --------------- | --------------- | --------------- | ------------------ | ------------------ | ------------------ | ----------- | ----------- | ----------- | ------ | ------ | ------ |
| 2019-2020       | Kuchl           | REG             | 15         | 7          | CA              | 0               | 0               | -                  | -                  | -                  | -           | -           | -           | 15     | 7      |        |
| 2020-2021       | Kuchl           | REG             | 12         | 10         | CA              | 0               | 0               | -                  | -                  | -                  | -           | -           | -           | 12     | 10     |        |
| 2021-2022       | Blau-Weiß Linz  | 2L              | 30         | 10         | CA              | 3               | 4               | -                  | -                  | -                  | -           | -           | -           | 33     | 14     |        |
| 2022-2023       | Blau-Weiß Linz  | 2L              | 26         | 12         | CA              | 3               | 2               | -                  | -                  | -                  | -           | -           | -           | 29     | 14     |        |
| 2023-2024       | Rapid Vienna    | BUN             | 10         | 3          | CA              | 2               | 2               | UECL               | 4                  | 1                  | -           | -           | -           | 16     | 6      |        |
| Totale carriera | Totale carriera | Totale carriera | 93         | 42         |                 | 8               | 8               |                    | 4                  | 1                  |             |             |             | 105    | 51     |        |

### Cronologia presenze e reti in nazionale
| Cronologia completa delle presenze e delle reti in nazionale ― Austria | Cronologia completa delle presenze e delle reti in nazionale ― Austria | Cronologia completa delle presenze e delle reti in nazionale ― Austria | Cronologia completa delle presenze e delle reti in nazionale ― Austria | Cronologia completa delle presenze e delle reti in nazionale ― Austria | Cronologia completa delle presenze e delle reti in nazionale ― Austria | Cronologia completa delle presenze e delle reti in nazionale ― Austria | Cronologia completa delle presenze e delle reti in nazionale ― Austria |
| Data                                                                   | Città                                                                  | In casa                                                                | Risultato                                                              | Ospiti                                                                 | Competizione                                                           | Reti                                                                   | Note                                                                   |
| ---------------------------------------------------------------------- | ---------------------------------------------------------------------- | ---------------------------------------------------------------------- | ---------------------------------------------------------------------- | ---------------------------------------------------------------------- | ---------------------------------------------------------------------- | ---------------------------------------------------------------------- | ---------------------------------------------------------------------- |
| 12-9-2023                                                              | Solna                                                                  | Svezia                                                                 | 1 – 3                                                                  | Austria                                                                | Qual. Euro 2024                                                        | -                                                                      | 87’                                                                    |
| 16-11-2023                                                             | Tallinn                                                                | Estonia                                                                | 0 – 2                                                                  | Austria                                                                | Qual. Euro 2024                                                        | -                                                                      | 76’                                                                    |
| 21-11-2023                                                             | Vienna                                                                 | Austria                                                                | 2 – 0                                                                  | Germania                                                               | Amichevole                                                             | -                                                                      | 89’                                                                    |
| 8-6-2024                                                               | San Gallo                                                              | Svizzera                                                               | 1 – 1                                                                  | Austria                                                                | Amichevole                                                             | -                                                                      | 76’                                                                    |
| 9-9-2024                                                               | Oslo                                                                   | Norvegia                                                               | 2 – 1                                                                  | Austria                                                                | UEFA Nations League 2024-2025 - 1º turno                               | -                                                                      | 68’                                                                    |
| 10-10-2024                                                             | Linz                                                                   | Austria                                                                | 4 – 0                                                                  | Kazakistan                                                             | UEFA Nations League 2024-2025 - 1º turno                               | 1                                                                      | 72’                                                                    |
| 13-10-2024                                                             | Linz                                                                   | Austria                                                                | 5 – 1                                                                  | Norvegia                                                               | UEFA Nations League 2024-2025 - 1º turno                               | -                                                                      | 84’                                                                    |
| 14-11-2024                                                             | Pavlodar                                                               | Kazakistan                                                             | 0 – 2                                                                  | Austria                                                                | UEFA Nations League 2024-2025 - 1º turno                               | -                                                                      | 64’                                                                    |
| Totale                                                                 |                                                                        | Presenze                                                               | 8                                                                      |                                                                        | Reti                                                                   | 1                                                                      |                                                                        |

## Palmarès

### Club

#### Competizioni nazionali
- 2. Liga: 1

Blau-Weiß Linz: 2022-2023